# 王雅捷
王雅捷（1979年9月5日—），中国大陆女演员，毕业于上海戏剧学院97级本科班 。

## 经历
曾在陈逸飞导演的遗作电影《理发师》中成功饰演女二号。

## 话剧
- 《上海屋檐下》饰：杨彩玉
- 《哈姆雷特》 饰：母后
- 《伊索》饰：克雷亚
- 《女士游戏》 饰：芙洛尔
- 《安妮·弗兰克日记》 饰：弗兰克太太
- 《贵妇还乡》 饰：女儿

## 影视作品
- 2002年 《星梦恋人》 饰 顾美
- 2002年 《义盖云天》饰 龙文凤
- 2002年 《大姐》饰 荣荣
- 2003年 《马大帅》饰 玉芬
- 2003年 《良心作证》饰 吴小红
- 2004年 《律政佳人》饰 李贵媚
- 2004年 《底牌》饰 王雨乔
- 2005年 《西圣地》饰 戴虹 (获第26届飞天奖优秀长篇电视剧一等奖)
- 2005年 《马大帅3》饰 玉芬
- 2006年 《最后的子弹》饰 宋逸琴
- 2006年 《大明王朝1566》饰 芸娘
- 2006年 《梦里花落知多少》饰 薇薇姐
- 2006年 《画家村》饰 艾羽
- 2006年 《旗袍》饰 叶雨绸
- 2007年 《我是太阳》饰 乌云
- 2007年 《灯火黄昏》饰 魏莎
- 2007年 《青树》饰 青树
- 2007年 《你有权保持沉默》饰 杨玉珍
- 2008年 《我是老板》饰 李勤勤
- 2008年 《夜来香》饰 乔芳
- 2008年 《秘密列车》饰 谢宝音
- 2008年 《地下地上》饰 王迎香
- 2008年 《男儿本色》饰 钟嘉钰
- 2008年 《回家》饰 沈默
- 2010年 《天敵》 飾 食指
- 2011年 《传奇之王》饰 梅子
- 2012年 《抉择》饰 舒立娟
- 2012年 《先结婚后恋爱》饰 刘丽
- 2013年 《老公的春天》饰 艾娇娇
- 2013年 《冬日惊雷》饰 黄秋英
- 2013年 《抹布女也有春天》饰 COCO(客串)
- 2014年 《小宝和老财》饰 皮娘娘
- 2014年 《马向阳下乡记》饰 周冰
- 2015年 《风花雪月》饰 李畅
- 2016年 《地道女英雄》饰 林枣花
- 2016年 《红星照耀中国》饰 丁玲(客串)
- 2017年 《成龙》饰 石玉兰
- 2017年 《养母的花样年华》饰 林秋雯
- 2018年 《警犬来啦》饰 洪椰
- 2018年 《内衣先生》饰 宝姐
- 2018年 《右玉和她的县委书记们》饰 陈萱(客串)
- 2018年 《哥哥姐姐的花样年华》饰 赵春雷
- 2018年 《杜鹃红了》饰 杜鹃
- 2019年 《外交风云》饰 龚澎
- 2019年 《我哥我嫂》饰 夏一男
- 2020年 《遍地书香》饰 文秀
- 2020年 《石头开花》饰 孫香蓮
- 2020年 《红色钧官窑》(2015年拍攝)饰 蔡大姐(客串)
- 2022年 《微笑妈妈》(2018年拍攝)饰 章兰香
- 2022年 《当祖国需要我们的时候》饰 邢五妮
- 2023年 《反骗警察》饰 丰子英
- 2024年 《绿水青山好日子》(2017年拍攝)饰 马三好
- 待播 《我深深地爱着你》

## 电影
- 2004年《城市女孩》饰 王佳
- 2005年《理发师》饰 俞棉
- 2008年《破冰》饰 韩平云
- 2008年《白桦树的眼睛》饰 秀蛾
- 2009年《建国大业》饰 文化代表
- 2009年《可爱的中国》饰 方志敏妻子
- 2009年《秋喜》饰 霜晴
- 2015年《枕边诡影》

## 演唱
- 《情缘密码》片头片尾曲主唱